# Серніче-Мале
Серніче-Мале (пол. Siernicze Małe) — село в Польщі, у гміні Островіте Слупецького повіту Великопольського воєводства.
Населення — 181 особа (2011).
У 1975-1998 роках село належало до Конінського воєводства.

## Демографія
Демографічна структура станом на 31 березня 2011 року:
|          | Загалом | Допрацездатний вік | Працездатний вік | Постпрацездатний вік |
| -------- | ------- | ------------------ | ---------------- | -------------------- |
| Чоловіки | 94      | 21                 | 60               | 13                   |
| Жінки    | 87      | 16                 | 48               | 23                   |
| Разом    | 181     | 37                 | 108              | 36                   |